# فرويدنشتات
فرويدن اشتات (بالألمانية: Freudenstadt) هي Grosse Kreisstadt مدينة وبلدة ألمانية تقع في ألمانيا في بادن-فورتمبيرغ. يقدر عدد سكانها بـ 23,942 نسمة.

## المدن التوأمة
مدينة كوربفوا هي مدينة توأمة لـفرويدن اشتات.

## أعلام
- أندرياس كاتس
- بنجامين هوبر
- ينس زيمارمان
- بترا لامرت
- هرمان فاغنر